# 虎辞書なる!!
『虎辞書なる!!』（とらじしょなる）は、『サンテレビボックス席』（阪神タイガース主催公式戦中継）のアーカイブ映像を活用した番組。2003年からサンテレビジョンで断続的に放送している。
基本的に、年度上半期（NPBのレギュラーシーズン）の金曜日夜に、『サンテレビボックス席』ナイトゲーム中継の雨傘番組として設定されている。
日本国内で新型コロナウイルス感染症が流行していた影響で、日本のプロ野球におけるレギュラーシーズンの開幕が急遽延期された2020年には、延期中の4月22日から6月12日まで毎週金曜日（4月24日 - 6月12日）の20:00 - 21:24に放送した。2024年度の下半期には、同年10月5日から2025年3月22日まで毎週（一部、放送休止の週あり）土曜日19:58 - 21:22に放送した。
当ページでは便宜上、年度上半期の不定期放送版を「年度上半期版」、2020年4 - 6月の期間限定シリーズ版を「期間限定シリーズ版」、2024年度以降の下半期におけるレギュラー放送版を「年度下半期版」と記載する。

## 概要
サンテレビジョンが保管している阪神タイガース公式戦の中継アーカイブ映像から、阪神ファンの視聴者にとってとりわけ印象の強い好カードを厳選した。該当するアーカイブ映像を再編集によって90分のダイジェストに凝縮したうえで、阪神戦の実況を数多く経験している谷口英明（2020年3月まで同局アナウンサー）や湯浅明彦（同局のアナウンス部長）による解説を交えて放送している。また、J SPORTSにも番組を販売しており、以前の同局では「なにがなんでもタイガース!」に改題したうえで、『J SPORTS STADIUM』や『アクティブ!ベースボール』の雨傘番組として編成されていた。
本編では、冒頭にて放送で取り上げる試合の背景を谷口や湯浅が簡単に解説した後に、その試合の中継を収めたアーカイブ映像の再編集版（ダイジェスト映像）を放送。オープニングとエンディングでは、アース・ウィンド・アンド・ファイアー（Earth, Wind & Fire）の『Boogie Wonderland』を、番組のタイトル映像と共に流している。放送回によっては、谷口や湯浅が、実況・ベンチリポート・ヒーローインタビューを担当した中継の映像を自ら紹介することもある。
ちなみに、谷口が進行していた「年度上半期版」や「期間限定シリーズ版」では、本人が「タイガースファンの皆様、こんにちは!　感動の名場面、名勝負。あの興奮をもう一度。オールドファンの皆さんはもちろん、ヤングファンの皆さんにとっても永久保存版となる『虎辞書なる!!』。今からでも遅くはありません。ぜひ録画の御用意をどうぞ」という口上を述べてから解説をスタート。谷口が右手の人差し指をテレビカメラに向けながら、「あなたは歴史の証人です!」とのフレーズを発した直後からダイジェスト映像の放送を始めていた。

### 年度上半期版
サンテレビでは例年、プロ野球レギュラーシーズン中の金曜日で、『サンテレビボックス席』で阪神のナイトゲームを中継する場合に「複数のスポンサーが付いた雨傘番組」として編成。2022年までは20:00 - 21:24、2023年以降は19:58 - 21:22に放送枠を設定している。

### 期間限定シリーズ版（2020年4 - 6月）
前述した事情から、『サンテレビボックス席』ナイトゲーム中継枠の代替番組として、4月24日から毎週金曜日の20:00 - 21:24に放送。当初3月20日（金曜日・春分の日）に設定されていたレギュラーシーズンの開幕が延期されたことに伴う暫定措置であったため、当初は5月22日（第5回）の放送をもって終了することを予定していた。
もっとも、放送期間中に開幕の目途が立たなかったことから、翌週（29日）以降も放送を継続。実際にはレギュラーシーズンを6月19日に開幕することが5月25日に決まったため、開幕の前週（6月12日）まで8回にわたって放送された。いずれの回でも、2019年度までの「上半期版」で放送済みのアーカイブ映像を改めて流していたため、放送上は谷口が進行役で出演。

### 年度下半期版（2024年度）
当番組史上初めて、プロ野球のポストシーズンからオフシーズンにかけてレギュラー放送を行った。過去の「上半期版」や「期間限定シリーズ版」で取り上げていなかった阪神戦中継のアーカイブ映像（新作）を対象に、谷口のサンテレビ在職中の部下に当たる湯浅の進行で、2024年10月5日から2025年3月22日まで、一部の週を除く土曜日の19:58 - 21:22にノンスポンサー（パーティシペーション）方式で放送した。
「年度下半期版」では、湯浅を「（谷口から進行役を引き継いだ第2代の）ナビゲーター」と扱っているほか、前述した口上を「タイガースファンの皆さん、こんばんは! 　感動の名勝負、名場面。そして、あの興奮をもう一度。あらゆる世代の皆さんにとって、永久保存版となる『虎辞書なる!!』」に変更。その一方で、オープニング・エンディングのタイトル映像、テーマソング（『Boogie Wonderland』）、オープニングにおける口上の締め言葉（「あなたは歴史の証人です!」）を「年度上半期版」や「期間限定シリーズ版」から踏襲している。
サンテレビでは「年度下半期版」の開始に合わせて、GAORA（サンテレビと同じ在阪局の毎日放送グループが運営するCSチャンネル）で放送済みの『シモ's キッチン』（阪神OBで朝日放送テレビ野球解説者の「シモ」こと下柳剛が料理の腕前を自宅の「キッチン」で披露する様子を収録した15分番組）から、開始当初（2020年）の一部の回を対象に放映権を購入。2回分の映像を編集で組み合わせた28分版を「年度下半期版」の直前（19:30 - 19:58）にレギュラーで放送し、ステーションブレイクをはさまずに「年度下半期版」へ直結させた。

## 放送対象の試合

### 年度上半期版
| 日付           | カード          | 内容                                                                                         |
| -------------- | --------------- | -------------------------------------------------------------------------------------------- |
| 1973年8月30日  | 阪神-中日       | 江夏豊が11回裏に自らサヨナラホームランを打ち、史上初延長戦ノーヒットノーランを達成           |
| 1982年4月29日  | 阪神-巨人       | 阪神の元祖守護神山本和行が先発登板して完封勝利、打っては3ランホームランの活躍                |
| 1982年6月3日   | 阪神-巨人       | Mr．タイガース掛布雅之VS怪物･江川卓の対決                                                    |
| 1982年7月2日   | 阪神-巨人       | 阪神チームタイ記録11連勝達成                                                                 |
| 1982年7月30日  | 阪神-巨人       | 一振りに懸けた浪花の春団治川藤幸三代打サヨナラヒット                                         |
| 1983年4月15日  | 阪神-巨人       | G倒に燃えた炎のサイドスロー小林繁                                                            |
| 1983年5月27日  | 阪神-巨人       | 工藤一彦が巨人打線を完封、槙原寛巳に投げ勝つ                                                 |
| 1983年7月9日   | 阪神-広島       | 川藤幸三が代打サヨナラヒット                                                                 |
| 1983年7月14日  | 阪神-巨人       | 小林繁が西本聖と白熱した投手戦                                                               |
| 1985年4月16日  | 阪神-巨人       | 木戸克彦プロ1号＆伊藤文隆完投勝利                                                            |
| 1985年6月6日   | 阪神-巨人       | リチャード・ゲイル完封勝利＆ランディ・バース2ホーマーの援護                                  |
| 1985年6月15日  | 阪神-大洋       | 中田良弘4年ぶり先発で13連勝＆木戸克彦3打席連続ホームラン                                     |
| 1985年7月9日   | 阪神-ヤクルト   | 北村照文が我が子に贈るサヨナラツーベース                                                     |
| 1985年8月27日  | 阪神-広島       | 岡田彰布2ホーマー5打点＆チームも首位浮上                                                     |
| 1985年8月30日  | 阪神-大洋       | 球団史上最強助っ人ランディ・バース2ホーマー                                                  |
| 1986年9月26日  | 阪神-ヤクルト   | 試合を決めた柏原純一の一振り                                                                 |
| 1986年9月27日  | 阪神-ヤクルト   | 弘田澄男がプロ通算1500本安打達成                                                             |
| 1987年6月11日  | 阪神-ヤクルト   | 仲田幸司が力投、打ってはプロ最初で最後のホームラン                                           |
| 1987年9月10日  | 阪神-ヤクルト   | 新人猪俣隆14奪三振を奪う渾身のプロ初完封勝利                                                 |
| 1988年4月26日  | 阪神-大洋       | マット・キーオが投げて8回1失点、打って3ランホームランの大活躍&掛布雅之がランニングホームラン |
| 1988年7月31日  | 阪神-大洋       | 久保康生移籍後初勝利                                                                         |
| 1988年8月27日  | 阪神-広島       | 田尾安志代打サヨナラ満塁ホームラン                                                           |
| 1989年6月8日   | 阪神-中日       | マット・キーオ完封勝利                                                                       |
| 1991年5月24日  | 阪神-広島       | 野田浩司プロ初完封勝利                                                                       |
| 1991年6月14日  | 阪神-中日       | 中西清起、久保康生の投手リレーで首位の星野中日に快勝                                         |
| 1992年6月9日   | 阪神-中日       | 葛西稔プロ初完封勝利＆2420日ぶりに首位                                                       |
| 1992年9月11日  | 阪神-ヤクルト   | 日本最長6時間26分の試合、八木裕幻のサヨナラ弾                                                |
| 1993年10月21日 | 阪神-広島       | 岡田彰布タテジマ最後の打席                                                                   |
| 1994年4月19日  | 阪神-広島       | 藪恵壹プロ初勝利                                                                             |
| 1994年5月13日  | 阪神-ヤクルト   | 新庄剛志が延長12回にサヨナラ満塁ホームラン                                                   |
| 1995年4月27日  | 阪神-横浜       | スコット・クールボーが反撃のホームラン＆グレン・デービスがサヨナラホームラン                 |
| 1996年5月10日  | 阪神-巨人       | オリックスからやって来た平塚克洋ここぞの一発                                                 |
| 1998年5月26日  | 阪神-中日       | 川尻哲郎がノーヒットノーラン                                                                 |
| 1998年7月7日   | 阪神-横浜       | 矢野輝弘が横浜の大魔神佐々木主浩からサヨナラヒット                                           |
| 1999年5月14日  | 阪神-中日       | 大豊泰昭代打サヨナラホームラン                                                               |
| 1999年7月8日   | 阪神-ヤクルト   | マーク・ジョンソン代打逆転サヨナラホームラン                                                 |
| 2000年9月30日  | 阪神-広島       | 新庄剛志サヨナラホームラン                                                                   |
| 2001年6月29日  | 阪神-ヤクルト   | 上坂太一郎サヨナラホームラン                                                                 |
| 2001年8月29日  | 阪神-巨人       | 広沢克実お立ち台で六甲おろし                                                                 |
| 2001年10月1日  | 阪神-巨人       | 和田豊引退試合                                                                               |
| 2002年4月12日  | 阪神-横浜       | 井川慶完封勝利                                                                               |
| 2002年4月29日  | 阪神-中日       | 日本ハムからFA加入した片岡篤史2ホーマー＆ジョージ・アリアス・桧山進次郎も追随                |
| 2002年8月1日   | 阪神-横浜       | 濱中おさむ3打数3安打2ホームランで全打点。川尻哲郎＆金澤健人完封リレー                        |
| 2002年10月14日 | 阪神-中日       | 葛西稔、伊藤敦規、遠山奬志、星野伸之引退試合（2002年度ラストゲーム）                         |
| 2003年4月26日  | 阪神-広島       | 大逆転勝利!!                                                                                 |
| 2003年6月5日   | 阪神-中日       | 伊良部秀輝完投勝利                                                                           |
| 2003年6月17日  | 阪神-横浜       | 矢野輝弘のサヨナラスリーベース                                                               |
| 2003年8月27日  | 阪神-巨人       | 死のロード明けの金本知憲の一振り                                                             |
| 2003年9月15日  | 阪神-広島       | 2003年歓喜の瞬間（チーム18年振りのセ・リーグ優勝）                                           |
| 2004年5月22日  | 阪神-巨人       | ジェフ・ウィリアムスが巨人打線を封じ込み＆金本知憲決勝打                                     |
| 2005年9月1日   | 阪神-中日       | 今岡誠3安打ホームラン連発                                                                    |
| 2005年9月29日  | 阪神-巨人       | 藤川球児最多登板記録&岡田阪神大願成就!!                                                      |
| 2007年7月27日  | 阪神-横浜       | 藤川球児が6戦連続セーブ                                                                      |
| 2008年6月9日   | 阪神-オリックス | 下柳剛・矢野輝弘・金本知憲の同級生トリオのお立ち台                                           |
| 2023年9月14日  | 阪神-巨人       | 阪神のセ・リーグ優勝が甲子園球場で（2005年以来）18年振りに決定                               |

### 期間限定シリーズ版（2020年4 - 6月）
2019年度までの「上半期版」で放送済みの試合のアーカイブ映像を改めて流していたため、放送された試合の内容については、前掲した「年度上半期版」の放送リストを参照。
| 当番組での放送日 | 試合の日付    | カード        | 放送上のサブタイトル                        |
| ---------------- | ------------- | ------------- | ------------------------------------------- |
| 2020年4月24日    | 2005年9月1日  | 阪神-中日     | 「チャンスを呼ぶ男 今岡誠」                 |
| 同年5月1日       | 2007年7月27日 | 阪神-横浜     | 「最強のクローザー 藤川球児」               |
| 同年5月8日       | 2003年6月17日 | 阪神-横浜     | 「ネバーサレンダー 矢野燿大」               |
| 同年5月15日      | 2004年5月22日 | 阪神-巨人     | 「JFK再び ジェフ・ウィリアムス」            |
| 同年5月22日      | 1994年5月13日 | 阪神-ヤクルト | 「輝くいぶし銀 和田豊」                     |
| 同年5月29日      | 1983年7月14日 | 阪神-巨人     | 「これぞ伝統の一戦! 真弓サヨナラヒット」    |
| 同年6月5日       | 1973年8月30日 | 阪神-中日     | 「江夏&川尻 ノーヒットノーラン」            |
| 同年6月5日       | 1998年5月26日 | 阪神-中日     | 「江夏&川尻 ノーヒットノーラン」            |
| 同年6月12日      | 1989年6月8日  | 阪神-中日     | 「マット・キーオ 低迷期を支えた虎のエース」 |

### 年度下半期版（2024年度）
| 当番組での放送日 | 試合の日付     | カード        | 試合の内容（「 」内は放送上のサブタイトル）                        |
| ---------------- | -------------- | ------------- | ------------------------------------------------------------------ |
| 2024年10月5日    | 2017年8月30日  | 阪神-DeNA     | 「鳥谷敬が一軍公式戦通算2000安打を達成」                           |
| 同年10月12日     | 2019年8月10日  | 阪神-広島     | 「大山悠輔 逆転サヨナラ3ラン」                                     |
| 同年10月19日     | 2015年7月24日  | 阪神-DeNA     | 「藤浪晋太郎 152球の完封」                                         |
| 同年10月26日     | 2014年7月8日   | 阪神-広島     | 「岩田快投 & 梅野甲子園初アーチ」                                  |
| 同年11月2日      | 2017年6月15日  | 阪神-西武     | 「原口文仁 『必死のパッチ』サヨナラ打」                            |
| 同年11月16日     | 2013年6月29日  | 阪神-広島     | 「大和 地元大応援団の前で男を魅せる!」                             |
| 同年11月30日     | 2017年7月9日   | 阪神-巨人     | 「糸原健斗 4安打!HR!サヨナラ打!」                                  |
| 同年12月7日      | 2015年6月16日  | 阪神-日本ハム | 「いぶし銀鶴岡 地元兵庫へ恩返しの5打点」                           |
| 同年12月14日     | 2020年11月10日 | 阪神-巨人     | 「藤川球児火の玉ストレート! 魂のラストダンス」                     |
| 同年12月28日     | 2003年9月15日  | 阪神-広島     | 「星野阪神 18年ぶり4度目のリーグ優勝」                             |
| 2025年1月4日     | 2005年9月29日  | 阪神-巨人     | 「藤川球児最多登板記録&岡田阪神大願成就!!」                        |
| 同年1月18日      | 2019年9月29日  | 阪神-中日     | 「メッセンジャー誇り高きエース 引退登板」                          |
| 同年1月25日      | 2012年9月2日   | 阪神-広島     | 「新井良太 4番が決めたサヨナラHR」                                 |
| 同年2月1日       | 2012年10月9日  | 阪神-DeNA     | 「鉄人 金本知憲引退試合 ありがとう！ アニキありがとう！！」        |
| 同年2月8日       | 1985年8月30日  | 阪神-大洋     | 「球団史上最強助っ人ランディ・バース2ホーマー」                    |
| 同年2月15日      | 1989年6月8日   | 阪神-中日     | 「マット・キーオ完封勝利」                                         |
| 同年2月22日      | 1985年10月10日 | 阪神-ヤクルト | 「V直前！池田、完封劇」                                            |
| 同年3月1日       | 1983年7月14日  | 阪神-巨人     | 「小林繁が西本聖と白熱した投手戦」                                 |
| 同年3月8日       | 1992年9月1日   | 阪神-中日     | 「野田完投&オマリー2発」                                           |
| 同年3月15日      | 1999年7月8日   | 阪神-ヤクルト | 「マーク・ジョンソン代打逆転サヨナラホームラン」                   |
| 同年3月22日      | 2023年9月14日  | 阪神-巨人     | 「阪神のセ・リーグ優勝が甲子園球場で（2005年以来）18年振りに決定」 |

### 特別番組・追悼企画
2009年12月31日から2010年1月1日にかけて、『虎辞書なる!!年越しスペシャル～2010年は虎の年』を生放送した。2009年シーズンの阪神のベストゲームのダイジェスト映像の放送、当時の主力選手･コーチたちによる名勝負の回顧企画、谷口と真弓明信監督（当時）の対談などで構成した。2009年から2010年の変わり目には、当時の選手･コーチが2010年へのカウントダウンを披露した後に、新年の挨拶を述べていた。
2010年には、1月17日に小林繁が死去したことを受けて、同月23日深夜（24日未明）に『追悼・小林繁 虎辞書なる!!〜あの興奮をもう一度〜G倒に燃えた炎のサイドスロー小林繁・伝説の巨人キラー』を急遽編成し、「G倒に燃えた炎のサイドスロー小林繁」を改めて放送した。
2018年には、1月4日に星野仙一が死去したことを受けて、同月21日の16:00 -  17:25に『星野仙一さん追悼特別番組　虎辞書なる!!2003年歓喜の胴上げ』を急遽編成し、「2003年歓喜の胴上げ」を改めて放送した。
2020年4 - 6月の期間限定シリーズでは、期間中の5月1日にマット・キーオが死去したことを受けて、「マット・キーオ 低迷期を支えた虎のエース」を期間延長後のシリーズ最終回（6月12日）に編成し、キーオへの追悼の意を示す字幕を、本編終了後のエンディングパートに挿入した。
2004年から2008年まで阪神の一軍監督を務めた岡田彰布が監督へ復帰した2023年には、『虎辞書なる!!今年はアレ年よスペシャル～1985・2005年岡田彰布の軌跡～』を、1月2日（月曜日）の16:00 - 17:25に編成。過去の放送で取り上げた中継のアーカイブ映像から、現役選手時代の1985年（2本の本塁打を放った8月27日の対広島戦）と第1次監督時代の2005年（セントラル・リーグでの優勝を決めた9月28日の対巨人戦）の映像を2本立て方式で放送した。ただし、進行役は谷口ではなく村上昂輝（サンテレビの現役アナウンサー）で、進行パートも湊川神社（神戸市中央区）の境内で2023年の「アレ」（岡田の口癖）祈願を兼ねて収録。また、岡田が監督復帰後初めて『熱血!タイガース党』（オフシーズン限定の生放送番組）に出演していた2022年10月28日に、同番組のスタジオセットで別途収録したメッセージ映像をエンディングパートに組み込んでいた。
サンテレビが開局55周年を迎えていた2024年には、『開局55周年記念　サンテレビボックス席の日』という特別番組を、『サンテレビボックス席』としての中継が始まった5月6日（月曜日で子どもの日の振替休日）の16:00以降に編成。この特別番組では、阪神対広島のナイトゲーム中継（甲子園）を18:00から予定していたため、当番組を中継の雨傘番組に設定していた。実際にはこの試合の中止が『サンテレビボックス席の日』の開始前に決まったため、当番組としては初めて、前年（2023年）のセ・リーグ優勝決定試合（9月14日の阪神対巨人戦）中継のアーカイブ映像を18:00 - 19:25に放送した。ただし、通常の当番組と違って進行役を立てておらず、中継の再編集映像だけで全編を構成。

## サンテレビ開局記念の特別企画

### 2014年
開局45周年記念企画の一環として、「虎辞書なる!!あの興奮をもう一度」と称する視聴者投票を3月下旬から実施。当番組で放送した「名勝負」65試合（1970年代：2試合、1980年代：26試合、1990年代：18試合、2000年代：19試合）を投票の選択肢に定めたうえで、いずれか1試合について、4月20日まで特設サイトで投票を受け付けていた。
5月2日に生放送の開局45周年記念番組『サンテレビ"的"』では、第2部（19:00 - 20:30）に特別企画を内包したうえで、谷口がスタジオから進行。視聴者票における得票数が最も多かった「2003年歓喜の胴上げ」を、改めて放送している。

### 2019年
開局50周年記念企画の一環として、「虎辞書なる!!総選挙～あなたが選ぶ名勝負～」と称する視聴者投票を3月中旬から実施。局内の記録媒体に現存する阪神戦の中継映像から、当番組での過去の放送分を含む50試合を投票の選択肢に定めたうえで、いずれか1試合について、4月13日まで特設サイトで投票を受け付けていた。5月3日（金曜日・憲法記念日）の20:00 - 21:30に、同名の特別番組で得票数の上位5試合を発表するとともに、1位に選ばれた試合（「2003年歓喜の胴上げ」）の映像を放送。

## その他
- タイトルの「虎辞書なる」は、谷口による造語で、英語の「トラディショナル（Traditional ：伝統的）」に「虎の辞書（阪神戦中継のアーカイブ映像）」という意味を重ねている。サブタイトルでは2種類の文言を使い分けていて、「あの興奮をもう一度」との文言を番組のタイトルロゴの下に組み込む一方で、新聞などのテレビ番組表では「懐かしの阪神名勝負が甦る」との文言を当番組の紹介枠に入れている。
- 放送期間はプロ野球のシーズン中だが、サンテレビでは基本として年度上半期（4 - 9月）のみ放送。10月以降は、阪神の試合の消化状況にかかわらず、翌年3月までの年度下半期限定で『熱血!!タイガース党』を編成している。ただし、2020年には前述したようにレギュラーシーズンの開幕が延期されたため、シーズンの全日程が終了する11月上旬までを当番組の編成期間に設定。2024年には、年度下半期（10月 - 翌年3月）の土曜日にレギュラーの放送枠を初めて設ける一方で、金曜日には例年どおり『熱血!!タイガース党』の生放送を実施している。
- J SPORTSでは、オンシーズンは雨傘番組として、オフシーズンは単独番組として放送されていた。サンテレビのオンシーズンでも、（阪神戦が最初から組まれていない）阪神の移動日や、雨天中止分の試合が組み込まれなかった予備日の夜間に単独番組として編成することがある。
- 放送に際しては、中継のアーカイブ映像から、選手の成績（打者なら打率・本塁打数、投手なら勝敗・防御率など）に関するテロップを再編集で割愛。「年度上半期版」や「期間限定シリーズ版」の映像では、スコアやカウントの表示に際して、放送時点（または中継時）の『サンテレビボックス席』での仕様に準じたテロップを再編集で新たに挿入している。その一方で、投手の投球スピードについては、アーカイブ映像のスピードガン表示を再編集後も残している。
- アーカイブ映像の保管状態によっては、再編集でも完全に補正できないほどの乱れが残っていることがあるため、該当する映像を放送する場合にはその旨を説明するテロップを本編の冒頭に挿入している。
- 放送対象の中継映像で他球場の試合経過・結果が紹介されている場合には、実況アナウンサーによる速報のアナウンスを極力残す一方で、中継時に使用していた速報の字幕テロップを編集で消去している。中継時に受付・紹介していた視聴者からの応援メッセージや、中継時にサンテレビの放送席へ迎えていた「ゲスト」（視聴者代表）のコメント音声については、シーンに応じて残している。
- 基本として阪神が勝利した試合の中継アーカイブ映像を使用しているが、本編の放送枠が80分に満たないことなどから、当該回のテーマや試合の展開と直接関連しないイニングの映像を大幅に割愛したうえで放送。「年度上半期版」や「期間限定シリーズ版」では、試合終了後のヒーローインタビューの映像まで流さずに、エンディング（谷口の補足解説）パートに直結させていた。「年度下半期版」では、湯浅が出演するパートをアーカイブ映像の放送前にだけ設ける代わりに、ヒーローインタビューの映像も放送している。
- 通常は1回で1試合分の中継映像を放送するが、2020年6月5日放送分では、「江夏&川尻　ノーヒットノーラン」というテーマで、両者がノーヒットノーランを別々に達成した試合（2試合分）の中継映像（詳細前述）で構成。谷口は川尻がノーヒットノーランを達成した試合を実況していたため、当該試合の映像の再放送を始める前の挨拶で、阪神ファンに向けて「（川尻も江夏も）絶対に打たれません! 安心して下さい」という口上を入れていた。谷口に代わって村上が進行した2023年の『今年はアレ年よスペシャル～1985・2005年岡田彰布の軌跡～』でも、このような2本立て構成を採用。